# Aquel no era yo
Aquel no era yo es un cortometraje español dirigido y guionizado por Esteban Crespo García, con música de Juan de Dios Marfil y fotografía de Angel Amorós.
Protagonizada por Alejandra Lorente, Gustavo Salmerón y Babou Cham entre otros, el corto se estrenó en el año 2012 de la mano de la productora Producciones Africanauan S.L.

## Sinopsis
Ser un soldado no es difícil: o te acostumbras o te matan. Lo más duro es conseguir vivir con tus recuerdos y volver a ser tú mismo después de hacer lo que has hecho. - Aquel no era yo.

## Argumento
Kaney (Juan Tojaka), un niño de un país africano, se ve en las condiciones de actuar como soldado junto a muchos otros chicos, siguiendo las normas que impone el General del Ejército Rebelde (Babou Cham), el cual, se ha convertido en su padre. Una cooperante española llamada Paula (Alejandra Lorente) llega a África siguiendo a su pareja, Juanjo (Gustavo Salmerón), para ayudar y rescatar a los pequeños que viven en aquella precariedad. Paula y Kaney se encuentran en un puesto fronterizo, lo que dará pie al resto de la historia narrada en el cortometraje. Se trata de una historia de terror, miedo, redención y violencia.

## Duración
El cortometraje tiene una duración de 25 minutos.

## Reparto
- Alejandra Lorente como Paula.
- Gustavo Salmerón como Juanjo.
- Juan Tojaka como Kaney.
- Babou Cham como General.
- José María Chumo como Conductor.
- Alito Rodgers Jr. como Teniente.
- Alex Ferando.
- Khalil Diop.[3]

## Premios
- En el año 2012 consiguió el premio al mejor cortometraje de ficción en los Premios Goya.
- En el año 2013 fue nominado al mejor cortometraje de ficción en la Premios Oscar.[3]

## Críticas
- Aclamado cortometraje español nominado por la Academia de Hollywood como uno de los 5 candidatos para optar al Oscar al mejor corto de ficción. - FilmAffinity

- "Un trabajo brutal, aterrador (...) en menos de media hora, este corto tiene la potencia de una película completa y devastadora." - Tom Keogh: Seattle Times [3]

## Créditos
- Dirección: Esteban Crespo García.

- Guión: Esteban Crespo García.
- Producción ejecutiva: Jose Luis Matas-Negrete

- Productora: Producciones Africanauan S.L.

- Música original: Juan de Dios Marfil.

- Dirección de fotografía: Angel Amorós.

- Dirección de arte: José Luis Azcona.

- Montaje: Vanessa Marimbert.

- Sonido directo: Jesús Espada.

- Montaje de sonido: Paco Piquero.

- Mezclas: Lin Chang.

- Vestuario: María José Partal.

- Maquillaje: Viviana Sánchez.

- Peluquería: Viviana Sánchez.[2]